# Der rote Schatten (1921)
Der rote Schatten, auch bekannt unter dem Langtitel Der rote Schatten. 5. Abenteuer Jimmy Potts, ist ein deutscher Stummfilmkrimi aus dem Jahre 1921 von Toni Attenberger mit Aruth Wartan in der Hauptrolle. 

## Handlung
Irgendwo in den USA. Jimmy Pott ist ein Abenteurer und Tausendsassa, den es zu immer neuen Herausforderungen zieht. Als er gerade bei seinen Freunden von der Polizei sitzt, betritt ein Mann das Kommissariat und will den Diebstahl eines Bildes, das seiner Tochter Gaby gehört, zur Anzeige bringen. Jimmy bietet sich an, den Fall annehmen zu wollen, doch ehe er sich versieht, ist das Gemälde schon wiederaufgefunden. Da der Täter jedoch nicht dingfest gemacht werden konnte, will Pott wenigstens dort nachhaken. Er vermutet den Langfinger hinter einem Orientalen, der sich jüngst in der Nähe des renommierten Hotels Esplanade herumtreibt. 
Tatsächlich scheint der Schurke ein böses Spiel zu betreiben und versetzt die Hotelgäste in Angst und Schrecken. Erst legt er ein Feuer, dann entführt er in dem allgemeinen Durcheinander, das daraufhin entsteht, zwei junge Mädchen. Die beiden Frauen sollen zur Prostitution gezwungen werden und werden in entsprechenden „Lasterhöhlen“ zum Verkauf angeboten. Mit dem Verlobten einer der beiden Mädchen heftet sich Jimmy Pott an die Fersen des arabischen Bösewichts und folgt dessen Spur, die bis in den Orient führt. Dort müssen die beiden Männer so manch haarsträubendes Abenteuer bestehen, bis sie die beiden Mädchen befreien und wohlbehalten wieder heimbringen können.

## Produktionsnotizen
Die Dreharbeiten zu Der rote Schatten fanden in München statt. Die Produktion passierte die Filmzensur am 24. Oktober 1921, die Uraufführung fand wenig später statt. Der Fünfakter besaß eine Länge von 1905 Metern und wurde mit Jugendverbot belegt.
Die Filmbauten gestaltete Josef Seché.

## Kritiken
Der Filmbote meinte: „Das orientalische Milieu in diesem Film ist vortrefflich gelungen. Der Zuschauer ist vom ersten Augenblick im Banne der spannenden Handlung.“
Wiens Das Kino-Journal schrieb: „Diese Situationen bieten Gelegenheit, die bewegte Handlung in außerordentlich farbenprächtigen, in ihrer Wirkung  malerischen Bildern darzustellen und das Interesse der Zuschauer in anregendster Weise zu fesseln.“